# Фукујама
Фукујама (јап. 福山市) град је у Јапану у префектури Хирошима. Према попису становништва из 2005. у граду је живело 418.437 становника.

## Становништво
Према подацима са пописа, у граду је 2005. године живело 418.437 становника.
| 1995.   | 2000.   | 2005.   |
| ------- | ------- | ------- |
| 413.814 | 416.547 | 418.437 |

## Партнерски градови
- Казанлик
- Хамилтон
- Оказаки
- Pohang
- Таклобан
- Мауи